# إيتا (شركة طيران)
إيتا (النطق الإيطالي: ‎[iˈtaːlja traˈspɔrto aˈɛːreo]‏) هي هي شركة طيران والناقل الوطني لإيطاليا. ومن المقرر أن تقوم بتعويض الخطوط الجوية الإيطالية. وهي مملوكة بالكامل لوزارة الاقتصاد والمالية الإيطالية. تقوم شركة الطيران برحلات جوية إلى أكثر من 60 وجهة مجدولة محلية وأوروبية وعابرة للقارات مرئيسي في مطار ليوناردو دا فينشي ومطار ليناتي.

## الوجهات
اعتبارًا من مارس 2023، تخدم إيتا 64 وجهة في إيطاليا وأوروبا وشمال إفريقيا وآسيا وأمريكا الشمالية والجنوبية. تخطط إيتا لخدمة 74 وجهة و89 مسارًا بحلول عام 2025.

### التحالف
إيتا عضو في تحالف سكاي تيم منذ 29 أكتوبر 2021.

### اتفاقية الرمز المشترك
لدى إيتا اتفاقية الرمز المشترك مع الشركات التالية:
- الخطوط الجوية الأرجنتينية[12]
- طيران المكسيك[13]
- طيران البلطيق[14]
- إير كورسيكا[15]
- طيران أوروبا[16]
- الخطوط الجوية الفرنسية[17]
- طيران مالطا[18]
- طيران صربيا[19]
- أفيانكا[20]
- أزول البرازيل[21]
- طيران بلغاريا[22]
- الخطوط الجوية الصينية
- خطوط جنوب الصين الجوية
- الخطوط الجوية الكرواتية
- الخطوط الجوية التشيكية
- خطوط دلتا الجوية[23]
- الخطوط الجوية الإثيوبية[24]
- الاتحاد للطيران[25]
- غارودا إندونيسيا
- الخطوط الجوية الكينية[26]
- الخطوط الجوية الملكية الهولندية[27]
- الخطوط الجوية الكويتية[28]
- لوكس إير[29]
- طيران الشرق الأوسط[30]
- خطوط بيغاسوس
- الخطوط الملكية المغربية
- الملكية الأردنية
- الخطوط السعودية
- تاب برتغال[31]
- تاروم[32]
- الخطوط الجوية الفيتنامية[33]
- خطوط زيامن الجوية

### الاتفاقيات المشتركة
أبرمت إيتا اتفاقيات مشتركة مع شركات الطيران التالية:
- الخطوط الجوية النمساوية
- لوفتهانزا
- نيوس (شركة طيران)
- كانتاس[35]
- الخطوط الجوية الدولية السويسرية
- ترينيتاليا (سكة حديد)[36]
- خطوط فيرجن أتلانتيك الجوية[37]
- فيستارا[38]

## الأسطول
اعتبارًا من مارس 2023، تشغل شركة إيتا أسطولًا بالكامل من طائرات إيرباص، وقد ورثت معظمها من شركة الخطوط الجوية الإيطالية.
| الطائرة            | في الخدمة | مطلوبة | الركاب       | الركاب            | الركاب     | الركاب     | الركاب     | ملاحظات                                         |
| الطائرة            | في الخدمة | مطلوبة | رجال الأعمال | السياحية المتميزة | السياحية   | المجموع    | مراجع      | ملاحظات                                         |
| ------------------ | --------- | ------ | ------------ | ----------------- | ---------- | ---------- | ---------- | ----------------------------------------------- |
| إيرباص إيه 220     | —         | 7      | يعلن لاحقا   | يعلن لاحقا        | يعلن لاحقا | يعلن لاحقا | يعلن لاحقا | تبدأ عمليات التسليم في أكتوبر 2023.             |
| إيرباص إيه 220     | 4         | 12     | –            | –                 | 145        | 145        |            |                                                 |
| إيرباص إيه 319     | 18        |        | –            | –                 | 144        | 144        | [ 40 ]     |                                                 |
| إيرباص إيه 320     | 29        | —      | –            | –                 | 171        | 171        | [ 41 ]     |                                                 |
| إيرباص إيه 320     | 29        | —      | –            | –                 | 180        | 180        | [ 41 ]     |                                                 |
| إيرباص إيه 320 نيو | 3         | 23     | –            | –                 | 180        | 180        |            | أول مشغل إيطالي لها.                            |
| إيرباص إيه 321 نيو | —         | 9      | يعلن لاحقا   | يعلن لاحقا        | يعلن لاحقا | يعلن لاحقا | يعلن لاحقا | تبدأ عمليات التسليم في نوفمبر 2023.             |
| إيرباص إيه 330-200 | 8         | —      | 20           | 17                | 219        | 256        | [ 44 ]     |                                                 |
| إيرباص إيه 330-900 | —         | 17     | 30           | 24                | 237        | 291        |            | يبدأ التسليم في مايو 2023. أول مشغل إيطالي لها. |
| إيرباص إيه 350-900 | 6         | 2      | 33           | –                 | 301        | 334        |            |                                                 |
| المجموع            | 68        | 70     |              |                   |            |            |            |                                                 |